# Ladislas Radigue i 3 towarzyszy
Ladislas Radigue i 3 towarzyszy (ur. od 14 marca 1807 do 8 maja 1823 na terenie Francji, zm. 26 maja 1871 w Paryżu) – grupa czterech francuskich duchownych, członkowie Zgromadzenia "Sercanie biali", męczennicy, którzy stracili życie podczas tzw. „krwawego tygodnia”, Błogosławieni Kościoła katolickiego. Zamordowani przez komunardów podczas wydarzeń Komuny Paryskiej.
12 kwietnia 1871 dokonano ich aresztowania w Domu Kongregacyjnym w Paryżu. Byli najpierw przetrzymywani w policyjnych koszarach, potem przenoszeni do więzienia Mazas, a na końcu do więzienia La Grande Roquette. Zostali brutalnie zabici wraz z innymi zakładnikami 26 maja 1871 od strzałów z broni palnej.
Do grona czterech „Męczenników z Picpus” zaliczają się: 
- Armand-Pierre (Ladislas) Radigue SSCC – urodził się 8 maja 1823 w Saint-Patrice-du-Désert. W wieku dwudziestu lat wstąpił do Zgromadzenia Najświętszych Serc Jezusa i Maryi, prosząc o przyjęcie imienia Władysław. 22 kwietnia 1848 przyjął święcenia kapłańskie przez Przełożonego Generalnego, biskupa Raphaëla Bonama. Przez dwadzieścia lat był mistrzem nowicjuszy, następnie wikariuszem generalnym Zakonu i wreszcie przełożonym Domu Macierzystego Picpus w Paryżu[1].
- Jules (Polikarp) Tuffier SSCC – urodził się 14 marca 1807 w Le Malzieu. W dzieciństwie studiował w kolegium Zgromadzenia Najświętszych Serc, gdzie dojrzewało jego powołanie. Śluby zakonne złożył 14 maja 1823 roku przyjmując imię Polikarp, a święcenia kapłańskie przyjął w 1830 roku. Był proboszczem, kapelanem sióstr i przełożonym kolegium w różnych miastach. Ostatecznie został prokuratorem i radnym generalnym Zgromadzenia. Wyróżniał się głębią swojego przepowiadania[1].
- O. Jean-Marie (Marcellin) Rouchouze SSCC – urodził się 14 grudnia 1810 w Saint-Julien-en-Jarez. Jako dziecko studiował w Kolegium Najświętszego Serca, gdzie dojrzewało jego powołanie. 1 maja 1823 złożył śluby, przyjmując sobie imię Marcellin, a święcenia kapłańskie przyjął w 1830 r. Pełnił funkcję proboszcza, kapelana sióstr zakonnych i przełożonego uniwersytetu w różnych miastach. W końcu został prokuratorem i radnym generalnym Zgromadzenia. Wyróżniał się głębią przepowiadania[1].
- O. Jean-Pierre-Eugène (Frézal) Tardieu SSCC – urodził się 18 listopada 1814 w Chasseradès. Złożył profesję Zgromadzeniu Najświętszego Serca Jezusowego 24 kwietnia 1839, zaś rok później został wyświęcony na kapłana z rąk Przełożonego Generalnego Arcybiskupa Raphaël Bonama w kaplicy Picpusa. Po święceniach pełnił m.in. funkcję dyrektora nowicjatu w kilku klasztorach Zgromadzenia. Obdarzony cudownymi darami mądrości, nigdy nie przestawał okazywać niezwykłej miłości. To on przygotował przyszłego św. Damiana de Veuster SSCC do wypełnienia swojej wiecznej przysięgi, która według świadectwa Apostoła Trędowatych pozostawiła na nim niezatarty ślad. W 1860 wstąpił do Rady Głównych Większości, które to stanowisko piastował aż do śmierci[1].

Reputacja ich męczeństwa i piętnowanie rozprzestrzeniła się wkrótce po ich egzekucji i trwała przez wiele lat, nawet do dziś. W tym celu została ustanowiona sprawa beatyfikacji, czyli uznanie męczeństwa. W Kurii Kościelnej w Paryżu pierwszy proces informacyjny odbył się w dniach od 8 marca 1897 do 8 sierpnia 1900, podobnie jak dochodzenie diecezjalne w dniach od 29 października 2015 do 4 maja 2016. Kongregacja Spraw Kanonizacyjnych wydała dekret o ważności prawnej 27 października 2016. 
Po opracowaniu positio zostało ono w dniu 20 października 2020 przedłożone konsultantom historycznym do zaopiniowania. Następnie, zgodnie ze zwykłą procedurą dyskutowano, czy męczeństwo sług Bożych było prawdziwym męczeństwem. W dniu 11 maja 2021 Konsultorzy Teologiczni wydali pozytywną opinię. Kardynałowie i biskupi, zebrani na sesji zwyczajnej w dniu 19 października 2021, uznali, że Słudzy Boży zostali zabici za wierność Chrystusowi i Kościołowi. 25 listopada 2021 papież Franciszek podpisał dekret uznający męczeństwo czterech francuskich męczenników oraz innego francuskiego męczennika Henriego Planchata, co otwiera drogę do ich wspólnej beatyfikacji.
22 kwietnia 2023 podczas eucharystii w kościele św. Sulpicjusza w Paryżu miał miejsce uroczysty obrzęd, podczas którego kard. Marcello Semeraro w imieniu papieża Franciszka beatyfikował Ladislasa Radigue, jego trzech towarzyszy oraz wraz z nimi Henriego Planchata wpisując ich w poczet błogosławionych Kościoła katolickiego.
Ich  wspomnienie liturgiczne obchodzone jest 26 maja.